# Сланска Хута
Сланска Хута (слч. Slanská Huta) насељено је мјесто са административним статусом сеоске општине (слч. obec) у округу Кошице-околина, у Кошичком крају, Словачка Република.

## Становништво
| Година:    | 1994. | 2004.    | 2014.    | 2024.   |
| ---------- | ----- | -------- | -------- | ------- |
| Број људи: | 256   | 215      | 241      | 260     |
| Разлика:   |       | -16,01 % | +12,09 % | +7,88 % |

| Година:    | 2023. | 2024.   |
| ---------- | ----- | ------- |
| Број људи: | 252   | 260     |
| Разлика:   |       | +3,17 % |

Према подацима о броју становника из 2011. године насеље је имало 211 становника.